# Schaapscheerderskou

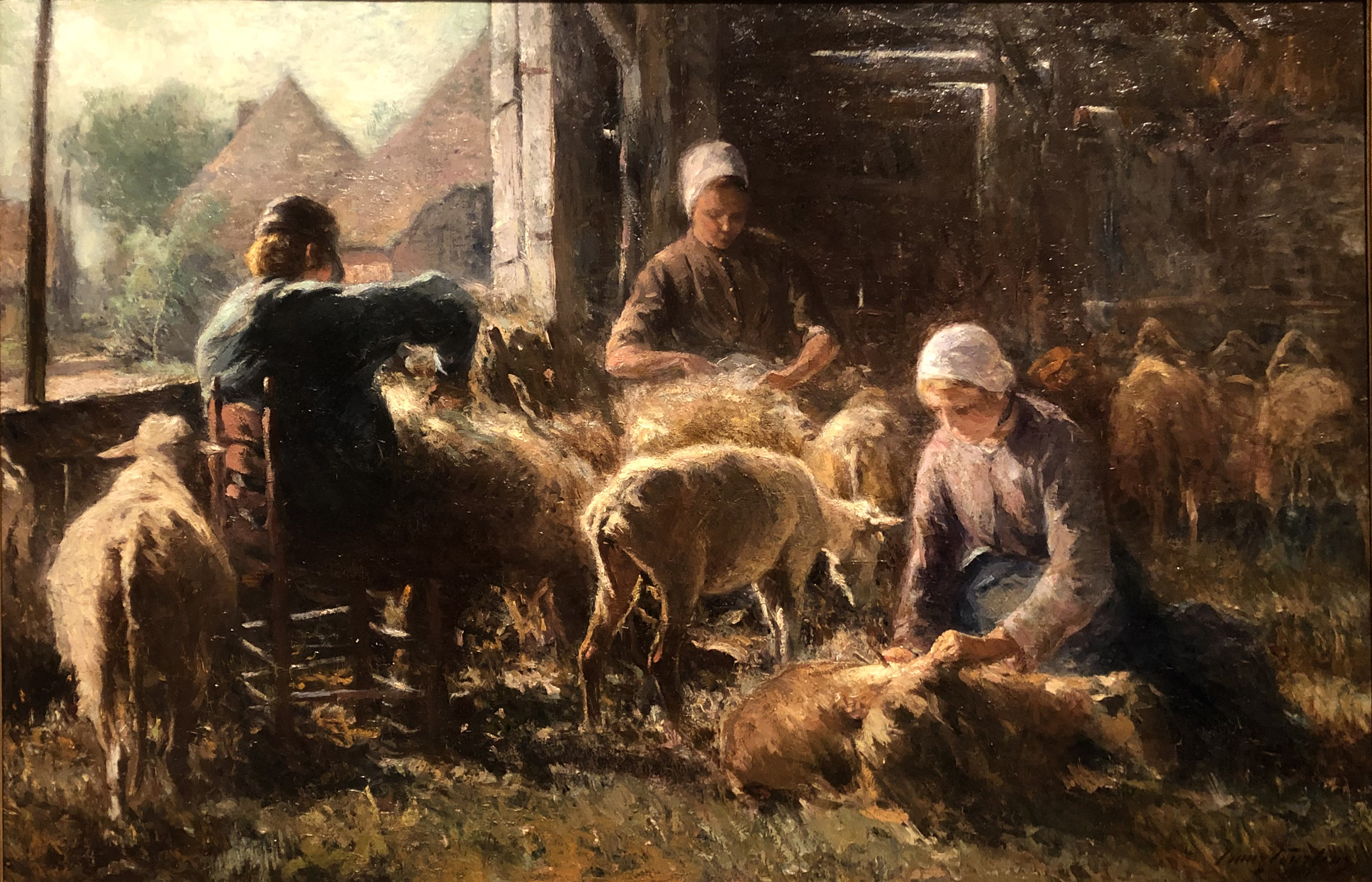
Schaapscheren in Drenthe

Schaapscheerderskou is in de Lage Landen de benaming voor een koele periode die met enige regelmaat optreedt in de maand juni. Dit kan met name voorkomen tussen 5 en 20 juni. In deze periode is het vaak bewolkt en relatief koud en kan er zelfs nog nachtvorst optreden.
De naam is afkomstig uit de tijd dat in deze periode de schapen geschoren werden. Schaapscheerders maakten vroeger van het grijze en koele weer gebruik om hun schapen te scheren. Het koele bewolkte weer was plezierig voor mens en dier: het was inspannend werk en de kale schapen werden niet blootgesteld aan de felle zon. Vanwege de veelal grote neerslaghoeveelheden en de noordwestenwind spreekt men ook wel van de noordwestmoesson.

## Achtergrond
Zomerweer in juni houdt zelden de hele maand stand. Meestal draait de wind na de eerste zomerse of tropische dagen van zuid naar noordwest of noord. De zee is dan nog relatief koud, terwijl er door de verhitting van het vasteland een opstijgende luchtbeweging ontstaat die een lagedrukgebied doet ontstaan boven Midden-Europa. Aan de achterzijde van die depressie stroomt aanzienlijk koelere lucht uit het Noordzeegebied Europa binnen. Boven de nog relatief koude Noordzee ligt in deze tijd van het jaar vaak een grijs wolkendek of een gebied met mist, dat met de noordwestelijke stroming naar West-Europa toe komt. De felle junizon maakt dan plaats voor een grijs wolkendek en zeker in de wind is het ronduit koud. Meestal houdt dat koele en sombere weer enkele dagen aan. Dat kwam vroeger goed uit, want zo werd de kale huid van de schapen na het scheren niet blootgesteld aan de felle junizon.
De Schaapscheerderskou is vergelijkbaar met de IJsheiligen, alleen is de afkoeling zo laat in het voorjaar minder groot. Ook is de kans op vorst aan de grond in juni een stuk kleiner, maar temperaturen van iets onder nul zijn in deze maand zelfs op waarnemingshoogte van anderhalve meter zeker niet uitgesloten.
Uit onderzoek blijkt dat de schaapscheerderskou doorgaans tussen 18 en 24 juni valt, maar het kan ook eerder of later zijn. Een kou-inval met regen begin juli wordt in verband gebracht met Zevenbroedersdag (10 juli) in de spreuk "Regent het op de zevenbroedersdag, dan het nog zeven weken regenen mag." Voor de invoer van de gregoriaanse kalender viel deze periode rond Zevenslapersdag (27 juni). Weerspreuken die Zevenslapersdag vermelden bestaan voort naast weerspreuken die Zevenbroedersdag vermelden.